# ジェイアールバス関東宇都宮支店
ジェイアールバス関東宇都宮支店（ジェイアールバスかんとううつのみやしてん）は、栃木県芳賀郡芳賀町にあるJRバス関東の営業所。2013年4月1日より現在の場所に移転した。移転前は宇都宮市一の沢にあった。

## 所在地
- 宇都宮支店 栃木県芳賀郡芳賀町芳賀台110-6（芳賀工業団地内） ※以前は宇都宮市一の沢町505-2にあった
  - 最寄りバス停
宇都宮ライトレール・「芳賀町工業団地管理センター前」停留場直結

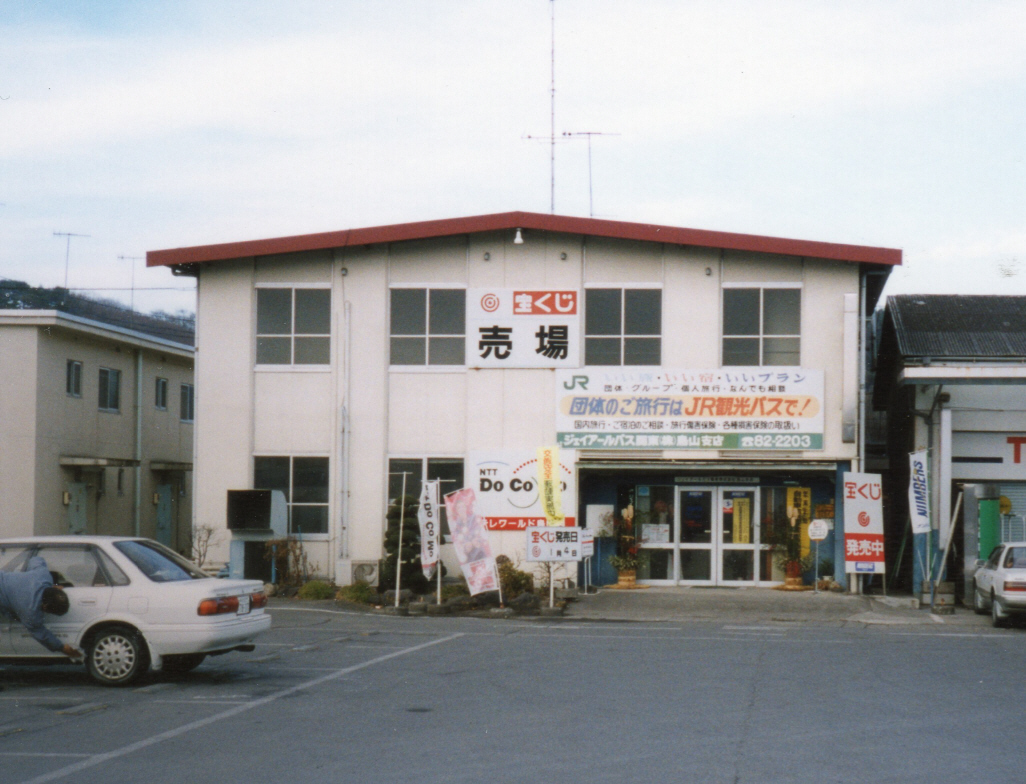
烏山支店

- 烏山営業所（←烏山支店）（廃止）栃木県那須烏山市（旧・那須郡烏山町）南2-4-6
  - JR烏山線烏山駅前にあった。
駅前のそば屋[1]や宝くじ売り場も同支店で営業していた。

## 所属車両のナンバー
- 宇都宮ナンバー

## 乗降方式（一般路線）
- 後乗り・前降り（totra及びSuica、PASMOなど全国相互利用が可能な交通系ICカードにも対応）
- totraは西那須野支店でも取り扱い。

2021年3月21日より、Suica機能に地域独自のサービスを付加した地域連携ICカード「totra（トトラ）」が導入された。これに伴い2021年1月4日をもってバスカードの取り扱いを終了した。totra対応工事の完了した車両から乗降方法の変更（前乗り前降り→後乗り前降り）を順次実施した。

### 宇都宮市内のバス上限運賃制度
- 宇都宮市内において、日中（午前9時〜午後4時、土日祝休日を含む毎日）にバスを乗り降りし、交通系ICカードで運賃を支払った場合、片道運賃の上限額が400円（小児200円）となる（400円を超えた分が自動的に割り引き）。totraのほか全国相互利用が可能な交通系ICカードであればどのカードでも適用される[5]。

### totra限定のサービス（交通ポイント、乗継割引〈LRT・路線バス・宇都宮市地域内交通〉）
totra利用者限定で以下のサービスが宇都宮市及び芳賀町による施策として実施されている。
交通ポイントサービス
totraでジェイアールバス関東もしくは関東自動車の路線バスを利用すると運賃利用額の2％分の交通ポイントが自動で付与される。貯まったポイントが運賃利用額を上回った場合自動で使用される。ポイントの有効期限は最終付与または利用日から1年間である。宇都宮市の地域内交通もしくは宇都宮芳賀ライトレール線（芳賀・宇都宮LRT）の電車への乗車と運賃の決済を行っても、ポイントが付与される。
地域内交通とバス・宇都宮ライトレールとの乗り継ぎ割引
totraで市内路線バスと宇都宮芳賀ライトレール線の電車を乗り継ぐと、2乗車目の運賃から100円が、地域内交通を乗り継ぐと200円が自動的に割り引きとなる。先述の上限運賃制度との併用も可能。

## 概要
宇都宮支店・烏山営業所とも、もともと「鉄道線の先行」という使命があった。改正鉄道敷設法別表によると、以下のような路線が計画されていたことがわかる。
- 第36号「栃木県茂木ヨリ烏山を経テ茨城県大子ニ至ル鉄道及栃木県大桶付近ヨリ分岐シテ黒磯ニ至ル鉄道」
- 第37号「栃木県市塙ヨリ宝積寺に至ル鉄道」
- 第38号「茨城県水戸ヨリ阿野沢ヲ経テ東野付近ニ至ル鉄道及阿野沢ヨリ分岐シテ栃木県茂木ニ至ル鉄道」

現在宇都宮支店が担当している水都西線は、この第37号の先行路線に近いものであり、また水都東線（一部は水戸支店が担当するが本線は宇都宮支店が担当）と直通することによって第38号の先行路線という使命も持っていた。近年まで茨城交通との相互乗り入れで、宇都宮 - 水戸の直通運行が行われていた（線名の「水都」もこれに由来する）が、1979年に相互乗り入れは中止され、翌年には長倉宿以東が廃止された。1994年5月までは茨城交通との乗換えで移動することはできたが、これも現在は廃止となっている。路線の沿革等詳細は別項で詳述する。
一方、烏山車庫が担当していた常野線は、第36号の先行路線に当たるものであり、建設に先行して営業を開始した。結局、鉄道が開通することはなく、国鉄 - JRバスによる運行が続けられていた。末期には茂木駅 - 須藤を宇都宮支店の担当とし、途中で接続する形態を取っていたが、その後常野線は廃止となり、「鉄道線の先行」という使命は失われた。なお、茂木駅を始発とする真岡線は、1922年（大正11年）の鉄道敷設法施行前に開通していた。
烏山支店は、その後宇都宮支店に統合されることになるが、宇都宮支店が担当する水都西線は県庁所在地発着であることや、住宅地を持つことが幸いして都市型路線へと変貌を遂げた。区間便も多く設定され、最終バスも21時台まで延長される（一時期深夜バスも運行されていた）など、水都西線の使命は真岡鉄道沿線と東北本線を直結する「鉄道線の短絡」、そして東北新幹線宇都宮駅の利用促進や宇都宮ライトレールの系譜へとつながる「鉄道線の培養」へ変化しているともいえる。

かつて宇都宮支店のあった宇都宮一の沢は東武宇都宮駅前より1.9km西にあり、朝夕の通学便（支店隣に作新学院がある）が支店近くにあった「作新正門前」バス停まで運行されていたのを除いては、東武駅前 - 宇都宮支店間はすべて回送で運転されていた。この間の停留所も関東自動車のエリアということもあり、長らく2箇所しか設置されていなかった。2001年のバスカード導入に際して、乗車方法並びに停留所ポール統一化の際に、東武駅前 - 宇都宮支店においては、関東自動車に合わせて停留所を設置。また、宇都宮支店との出入庫便についても全便の旅客取扱を開始した。同時に作新学院 - JR宇都宮駅の区間においても、運行当初は上記の理由で停留所が設置されておらず、クローズドドア扱いだったが、関東自動車に合わせて停留所が設置されている。なお、東武駅前停留所は以前は宇都宮一条町と呼ばれ、東武宇都宮駅と大通りの間に宇都宮一条町駅という、自動車駅があった。

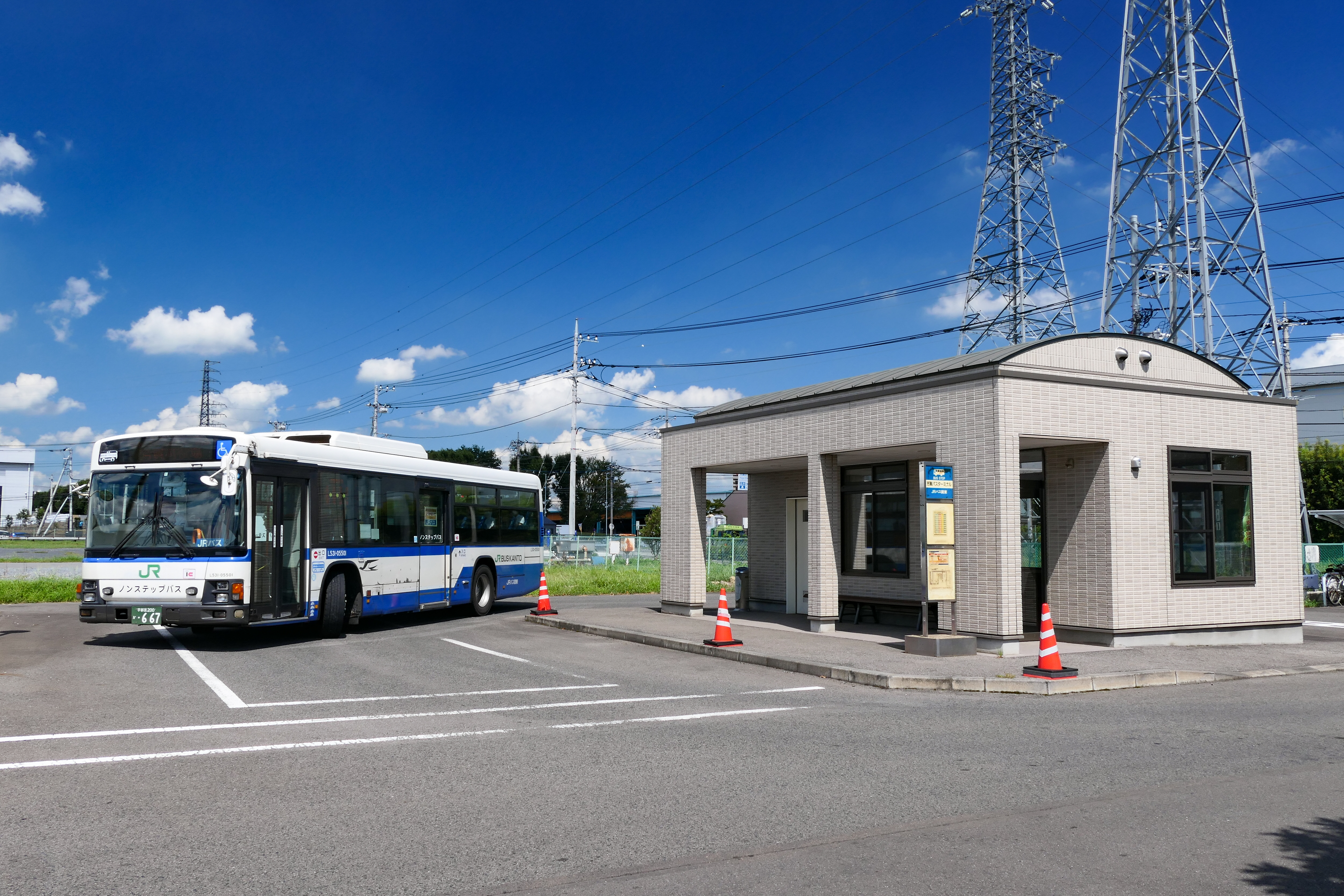
芳賀バスターミナル

将来宇都宮ライトレールが開通した際には、水都西線のバスルートが変更され、芳賀町内にトランジットセンターが設けられることになった。これを見越して、JRバス関東は2012年11月、芳賀工業団地内に用地を取得、2013年4月1日、宇都宮支店は従来の宇都宮市一の沢（作新学院隣）から同地に移転。運行ダイヤも見直され、東北新幹線上り始発便に間に合う便などが新設された。なお、支店の移転にあわせて、芳賀町によって支店隣接地に芳賀バスターミナルが整備され、2014年6月6日に供用開始、バスターミナル内には、トイレ付きの待合室、駐車場や駐輪場も設置された。2023年（令和5年）8月27日の宇都宮ライトレールの開業翌日に、芳賀バスターミナルは芳賀町工業団地管理センター前停留場の近傍に位置する芳賀町工業団地管理センターの敷地内に新設される「芳賀工業団地トランジットセンター（芳賀TC）」に機能を移管し、バスからLRTへの乗り継ぎができるようになった。
また、真岡鉄道のSL運行に合わせて茂木駅接続で道の駅もてぎへのアクセス便の運行、茂木町焼森山に咲く"ミツマタ"の開花時期に合わせて宇都宮駅から最寄りの「いい里さかがわ館」まで直行の「ミツマタ特急」を運行、モビリティリゾートもてぎ（旧：ツインリンクもてぎ）でのビッグレース開催に合わせて宇都宮駅から直行シャトルバスを運行、芳賀町や茂木町での花火大会開催における臨時バスの運行、宇都宮大学での入試における臨時バスの運行など、沿線でのイベント特需に合わせた臨時輸送が頻繁に行なわれている。なお、定期路線バスとしてのモビリティリゾートもてぎへの乗り入れは2023年8月26日をもって終了し、以降のJRバスでの運行は同施設でのMotoGPなどのビッグレースや大規模イベントの開催に合わせて臨時運行される芳賀・宇都宮LRTと乗継が便利な芳賀町工業団地管理センター前と同施設内を直接結ぶ予約制直通シャトルバス（関東自動車と共同運行）のみとなる。
水都西線においては、2023年（令和5年）に大きな転機を迎えた。同年8月26日の宇都宮ライトレール宇都宮芳賀ライトレール線（芳賀・宇都宮LRT）の開業に際し、宇都宮と芳賀地域を結ぶという使命を同路線へと譲るため、JR宇都宮駅方面へ乗り入れる系統の多くが廃止され朝夕の僅かな本数の運行となった。また先述したモビリティリゾートもてぎへの乗り入れ廃止をはじめとする系統の大規模な廃統合が行われた。こうして水都西線は宇都宮市、芳賀町より運行を受託する各地域の循環バス路線を含め、LRTのフィーダー路線として転換されることとなった。しかし、LRTと接続するバスの利用状況は芳しくなく、芳賀町から委託された芳賀工業団地循環線は2024年（令和6年）10月31日の運行を持って運行を終了し廃止された。
また、僅かに残った水都西線は2025年（令和7年）10月1日に全線（作新学院前 - 茂木駅）が廃止され、1937年（昭和12年）の茂木自動車線開通以来88年余り形態を変えながら鉄道線の先行・短絡を果たしつつ地域間路線を運営した歴史に幕を下ろし、LRTのフィーダー輸送に専念することとなる。
佐野新都市バスターミナルにある窓口は、宇都宮支店の派出所の形で運営していた（現在は佐野支店が運営）。
TRAIN SUITE 四季島 “深遊探訪”メニューの日光ルートで使用するバスも当支店で担当する。このバスの運行には6名があたり、貸切バスの運転経験があり、渋滞時には臨機応変にルートを変更でき、道路事情も熟知している者が選ばれた。
2023年4月1日現在、13台（一般路線車11台、貸切車2台）が配置されている。

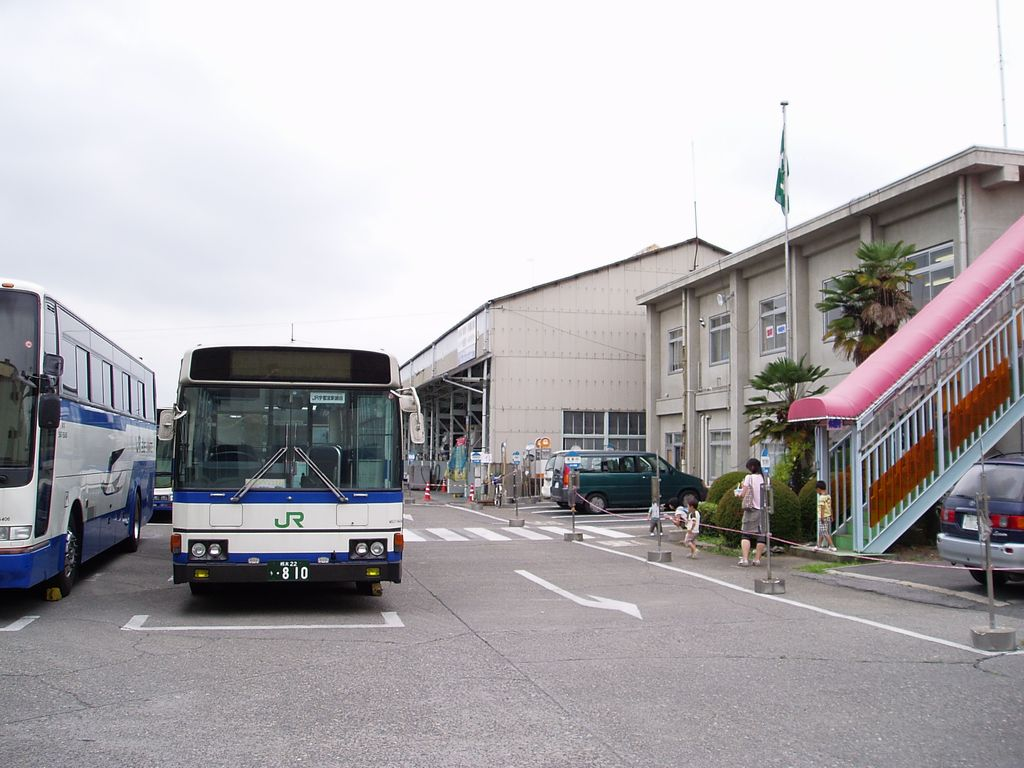
旧・宇都宮支店 2007年7月8日撮影
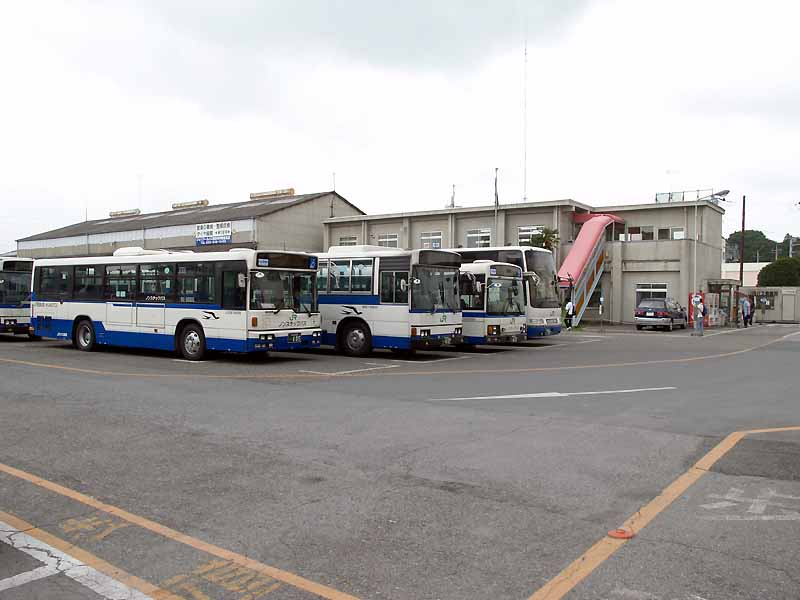
旧・宇都宮支店 車両待機スペース 奥は事務所とピット
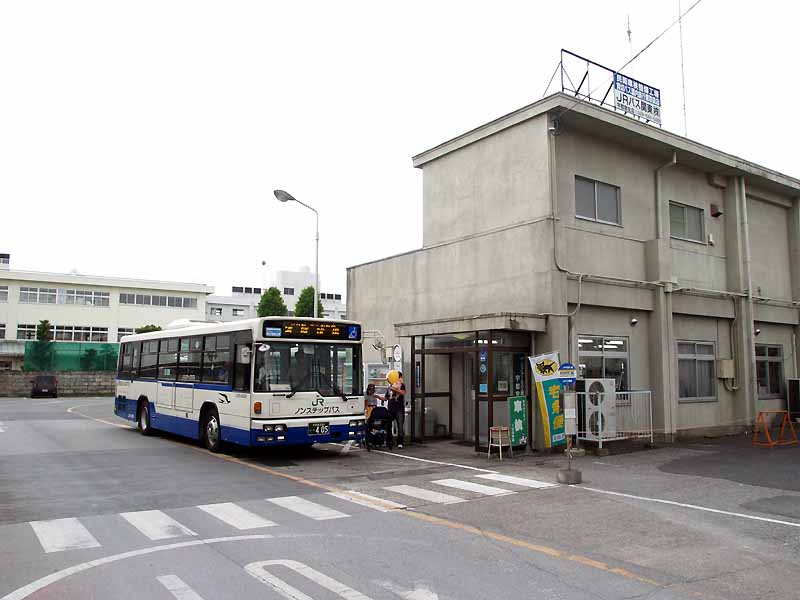
旧・宇都宮支店 バス乗り場

## 沿革
- 1934年（昭和9年）
  - 3月31日 - 常野線（常陸大子 - 烏山間）開業。烏山自動車所開設。
  - 8月1日 - 常野線（烏山 - 茂木間）開業。
- 1936年（昭和11年）9月1日 - 自動車所を自動車区に改称。
- 1937年（昭和12年）3月31日 - 茂木線（茂木 - 祖母井 - 宇都宮間など）開業。
- 1945年（昭和20年）4月11日 - 烏山自動車区宇都宮派出所が支区に昇格。
- 1950年（昭和25年）
  - 2月20日 - 烏山自動車区宇都宮支区が宇都宮自動車区に昇格。
  - 4月1日 - 自動車区を自動車営業所に改称。
- 1980年（昭和55年）12月26日 - 水都西線・水都東線のそれぞれ長倉宿 - 赤沢間と赤沢 - 水戸間が廃止。
- 1987年（昭和62年）4月1日 - 国鉄分割民営化に伴い、東日本旅客鉄道関東自動車事業部宇都宮自動車営業所および烏山自動車営業所に改称。
- 1988年（昭和63年）4月1日 - バス部門分割子会社化により、ジェイアールバス関東宇都宮営業所・烏山営業所に改称。
- 1992年（平成4年）10月1日 - ジェイアールバス関東の改組により全営業所を支店と改称、宇都宮支店・烏山支店となる。
- 1993年（平成5年）6月1日 - 常野線（茂木駅 - 芳賀黒田間）と水都西線（茂木駅 - 長倉宿間）廃止。
- 1994年（平成6年）7月2日 - 常野線（盛泉 - 常陸大子間）廃止。
- 2001年（平成13年） - 水都西線に3社共通バスカードシステム導入。
- 2004年（平成16年）10月1日 - 烏山支店を烏山営業所に降格。
- 2005年（平成17年）3月31日 - 馬頭線（烏山仲町 - 那須富山 - 馬頭田町間）廃止。
- 2006年（平成18年）
  - 8月1日 - 烏山営業所を宇都宮支店に統合、烏山車庫へ格下げ。
  - 12月20日 - 高速バス「山あげ号」（新宿～烏山）の常陸大宮～烏山間を廃止し、同線から撤退。
- 2008年（平成20年）9月1日 - 水都西線（JR宇都宮駅→ベルモール、JR宇都宮駅→ベルモール→光が丘入口）に深夜バスの運行（平日のみ運行、運賃倍額）を開始。
- 2009年（平成21年）
  - 8月31日 - 高速バス「マロニエ新宿号」の鹿沼バスターミナル - 宇都宮市内各停留所間を廃止。
  - 11月1日 - 高速バスを佐野支店に移管。
- 2011年（平成23年）3月31日 - 常野線（烏山駅 - 馬頭 - 藤沢間）と祖母井線南ルート（鐺山東 - 下野原間）を廃止。
- 2013年（平成25年）4月1日 - 宇都宮支店を宇都宮市一の沢より芳賀郡芳賀町に移転。同日にダイヤ改正を実施し、清原台団地線（道場宿経由）のルートを清原中央公園経由に変更し、芳賀バスターミナル（宇都宮支店）まで延長、道場宿経由の清原台団地・祖母井方面行を減便、宇都宮駅発清原台団地方面の深夜バスを廃止した[15]。
- 2014年（平成26年）6月6日 - 芳賀町が整備をしていた芳賀バスターミナルの待合室が供用開始。
- 2015年（平成27年）
  - 5月14日 - 国鉄復刻デザインバス「黄色いつばめ」が水都西線で運行開始。
  - 12月1日 - 芳賀温泉ロマンの湯発着便を芳賀町役場まで延長、とちぎ産業創造プラザ発着便を芳賀バスターミナルまで延長、茂木駅→天矢場間の区間便1本を新設するなどのダイヤ改正を実施[16]。
- 2016年（平成28年）7月30日 - 水都西線の宇都宮 - 茂木間に土休日限り道の駅サシバの里いちかい、道の駅もてぎに停車する便を運行開始。
- 2017年（平成29年）
  - 5月1日 - JR東日本の豪華寝台列車「TRAIN SUITE 四季島」の運行開始により、日光での深遊探訪メニューのための専用バスの運行を開始。
- 2018年（平成30年）
  - 4月1日 - 特定日のみの運行になっていた茂木駅 - ツインリンクもてぎ間で土休日の定期運行を再開。
  - 10月1日 - 作新学院 - 宇都宮駅 - 峰小前・今泉町の間の各バス停相互間の運賃を改定。
  - 10月20日 - ツインリンクもてぎ（茂木町）で10月19日～21日に開催された「2018 FIMMotoGP世界選手権シリーズ第16戦 MOTUL日本グランプリ」に合わせ、20日と21日に、片道500円でJR宇都宮駅東口～ツインリンクもてぎ間を往復する予約制直通シャトルバス「もてぎGPエクスプレス宇都宮号」を関東自動車と共同で運行した[17]。
- 2019年（平成31年）
  - 3月15日 - 栃木県茂木町焼森山に咲く"みつまた"の開花時期に合わせ、JR宇都宮駅西口から最寄りの 「いい里さかがわ館」まで直行の「みつまた特急」を開始。4月7日までの金土日曜日・祝日に1往復運行した。
  - 4月6日 - JR宇都宮駅西口から大谷、日光方面を周遊する定期観光バス「神秘の石の街大谷と世界遺産日光号」を運行開始。
- 2020年（令和2年）
  - 7月27日 - 水都西線において新型コロナウイルス感染防止と車内混雑解消を目的に朝・夕の混雑する時間帯に臨時便を運行開始[18]。
  - 11月30日 - バスカード（磁気カード）の販売を終了[2]。
- 2021年（令和3年）
  - 1月4日 - バスカード（磁気カード）の利用を終了[2]。
  - 3月21日 - Suica機能付き地域連携ICカード「totra（トトラ）」導入[19][20]。「Suica」「PASMO」などの全国相互利用サービスに対応した交通系ICカードも利用可能となった[19][21]。
  - 6月30日 - 宇都宮市内の一般路線バスで交通系ICカード利用における日中時間帯の運賃上限制度を開始。
- 2023年（令和5年）
  - 3月18日 - 8月31日 - 宇都宮市の公共交通利用促進運動「MOVE NEXT UTSUNOMIYA」事業に関連しエコ通勤ラッピングバスを運行した[22]。
  - 8月27日 - 宇都宮ライトレール宇都宮芳賀ライトレール線（芳賀・宇都宮LRT）開業に伴い、水都西線のJR宇都宮駅直通便を道場宿経由の1日4便を残し、すべて廃止させる[23]。新しくLRTと沿線地域を結ぶフィーダーバス系統を設定[23]。宇都宮市が運行する清原工業団地内循環線、清原台団地・ゆいの杜循環線、芳賀町が運行する芳賀工業団地内循環線のそれぞれの運行を受託する。
- 2024年（令和6年）
  - 10月31日 - 芳賀町から運行を受託していた芳賀工業団地循環線（北・南）の運行を終了。
- 2025年（令和7年）
  - 10月1日（予定） - 水都西線を全線廃止[12]。

## 現在の所管路線

### 高速バス
現在は所管路線なし。ただし、佐野支店で乗務員不足などが発生した場合、同支店が担当しているマロニエ新宿・東京号などの乗務を応援として行うことがある。

### 路線バス

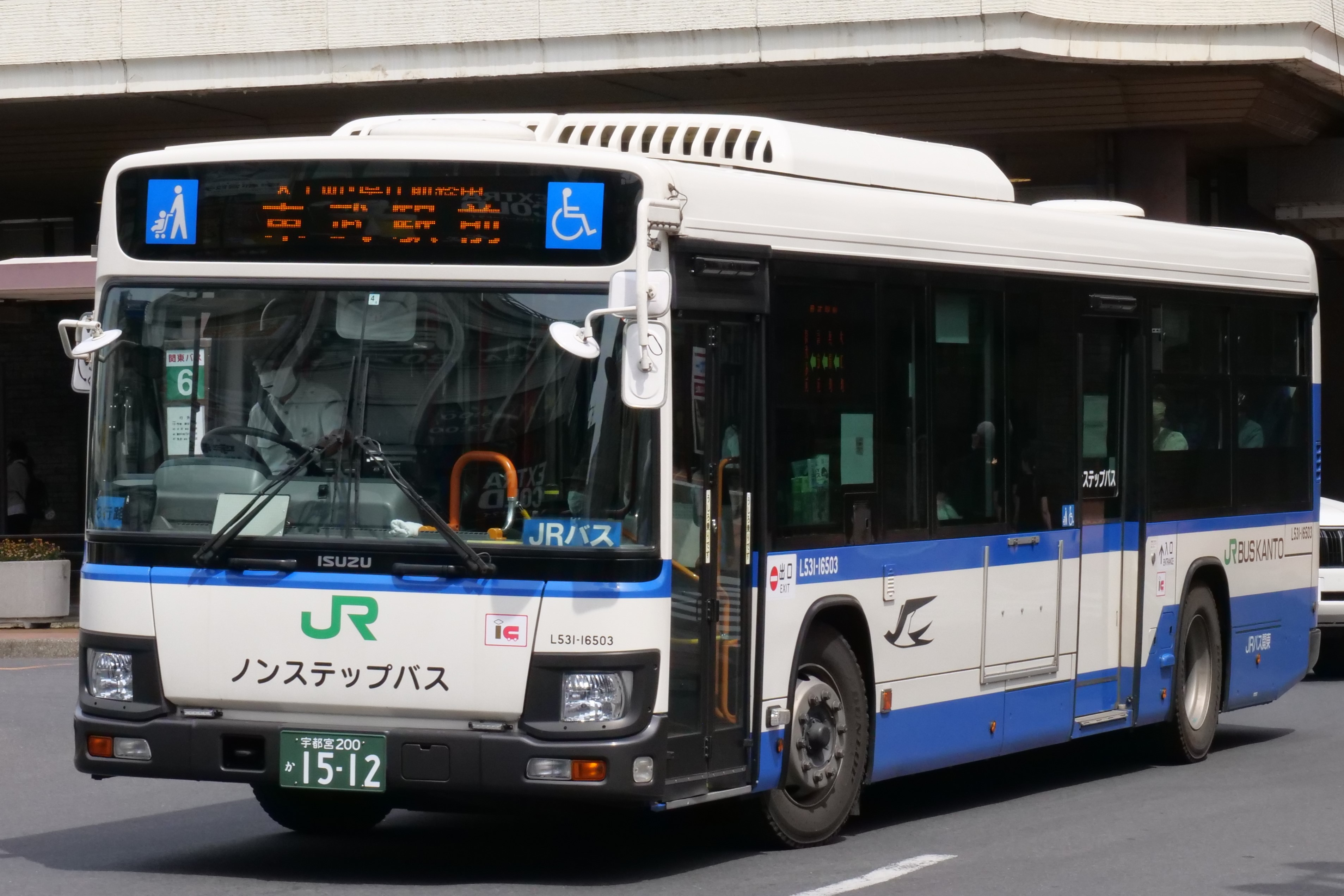
水都西線（バス路線再編前の2022年5月に宇都宮駅西口で撮影）

#### 水都西線
2025年（令和7年）10月1日に廃止される予定である。
- [11] （作新学院前 - 東武駅前 - JR宇都宮駅 - 宇大前 - 鐺山十字路 - 道場宿 - 芳賀町工業団地管理センター前 - 芳賀温泉ロマンの湯 - 祖母井 - 芳賀町役場東 - 祖陽が丘団地 - 市塙駅入口 - 天矢場 - 道の駅もてぎ北 - 茂木駅）
  - [15] 芳賀町工業団地管理センター前 - 芳賀温泉ロマンの湯 - 祖母井 - 芳賀町役場東 - 祖陽が丘団地 - 市塙駅入口 - 天矢場 - 道の駅もてぎ北 - 茂木駅（区間便） ※平日のみ運行
  - [16] 茂木駅 → 道の駅もてぎ北 → 天矢場（区間便） ※平日のみ運行

#### 芳賀・市塙線
- [31] 芳賀町工業団地管理センター前 → 芳賀温泉ロマンの湯 → 祖母井 → 芳賀町役場東 → 上赤羽 → 花王前 → 市貝温泉入口 → 小貝口 → 市塙駅 ※平日運行
- [32] 市塙駅 → 市貝小学校前 → 市貝温泉入口 → 花王前 → 上赤羽 → 芳賀町役場東 → 祖母井 → 芳賀温泉ロマンの湯 → 芳賀町工業団地管理センター前 ※平日運行
- [33] 芳賀町工業団地管理センター前 → 芳賀温泉ロマンの湯 → 祖母井 → 芳賀町役場東 → 上赤羽 → 市貝温泉入口 → 小貝口 → 市塙駅 ※土休日運行
- [34] 市塙駅 → 市貝小学校前 → 市貝温泉入口 → 上赤羽 → 芳賀町役場東 → 祖母井 → 芳賀温泉ロマンの湯 → 芳賀町工業団地管理センター前 ※土休日運行

#### 清原・市塙線
- [35] 清原地区市民センター前 → 梨の木原 → 上赤羽 → 花王前 → 市貝温泉入口 → 市塙駅 → 上赤羽 → 花王前 → 市貝温泉入口 → 小貝口 → 市塙駅 ※平日のみ運行
- [36] 市塙駅 → 市貝小学校前 → 市貝温泉入口 → 花王前 → 上赤羽 → 梨の木原 → 清原地区市民センター前 ※平日のみ運行
  - [37] 清原地区市民センター前 → 梨の木原 → 上赤羽（区間便） ※平日のみ運行

#### 祖陽が丘循環線
- [41] 芳賀町工業団地管理センター前 → 芳賀温泉ロマンの湯 → 祖母井 → 芳賀町役場東 → 祖陽が丘団地 → 芳賀町役場 → 芳賀温泉ロマンの湯 → 芳賀町工業団地管理センター前
  - [42] 芳賀町工業団地管理センター前 → 芳賀温泉ロマンの湯 → 祖母井 → 芳賀町役場東 → 祖陽が丘団地（区間便）
  - [43] 祖陽が丘団地 → 芳賀町役場 → 芳賀温泉ロマンの湯 → 芳賀町工業団地管理センター前（区間便） ※平日のみ運行

#### 水都西線（臨時便）
2025年（令和7年）10月1日に廃止される予定である。
- [61] JR宇都宮駅 - 宇大前 - 工学部正門 ※宇都宮大学入学試験実施日に運行
- [62] JR宇都宮駅 - 宇大前 ※宇都宮大学入学試験実施日に運行

### 路線バス（宇都宮市からの受託運行）

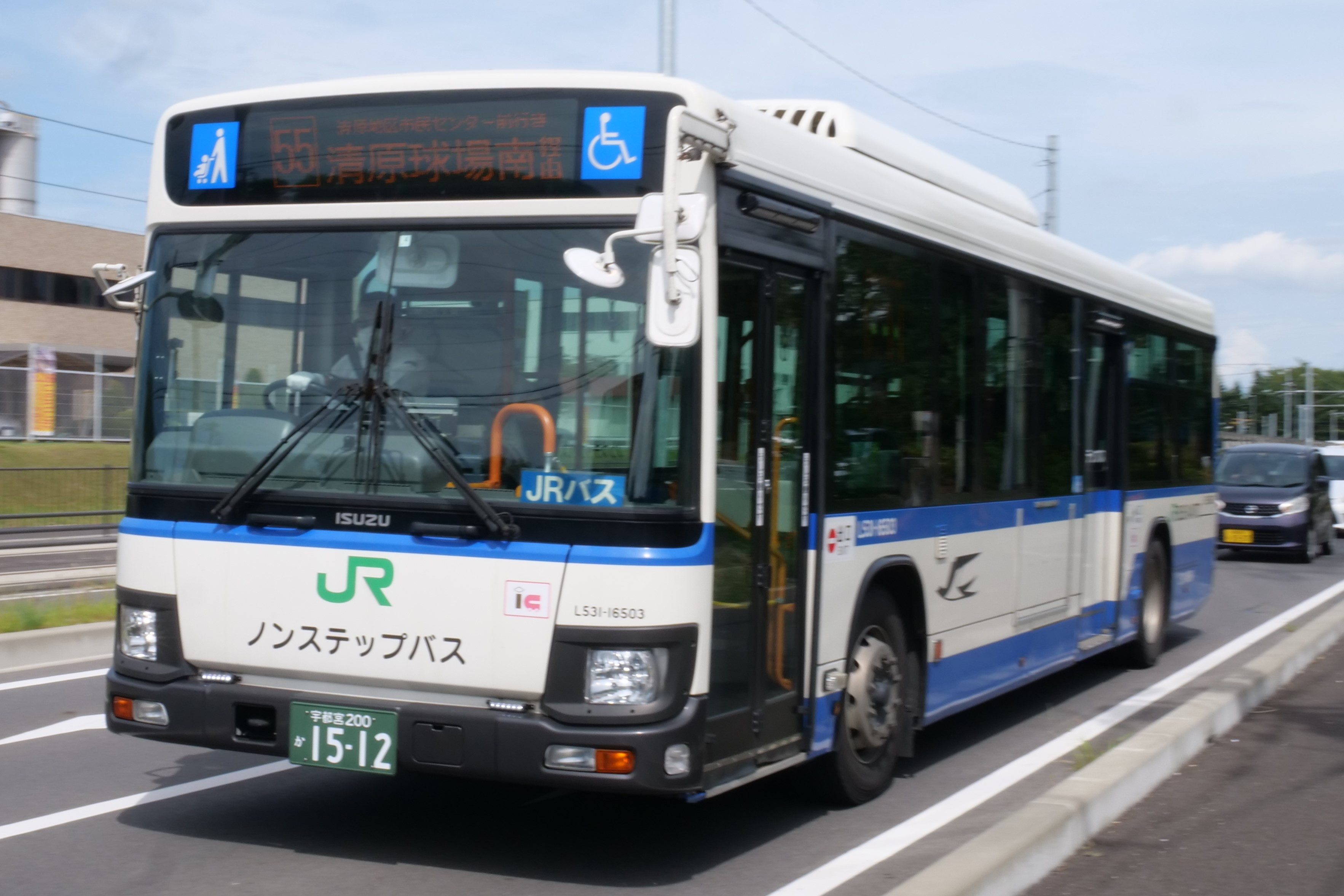
清原工業団地南循環（2023年8月）

#### 清原台団地・ゆいの杜循環線
- [51] 清原地区市民センター前 → 清原台団地 → ゆいの杜 → 清原台団地 → 清原地区市民センター前[24]
  - [52] 清原地区市民センター前 → とちぎ産業創造プラザ（区間便）
  - [53] とちぎ産業創造プラザ → 清原地区市民センター前（区間便）

#### 清原工業団地北循環
- [54] 清原地区市民センター前 → セラニーズ前 → キヤノン光学技術研究所前 → カルビー清原工場前 → 久光製薬前 → エスペック前 → グリーンスタジアム → グリーンスタジアム南 → 清原地区市民センター前 ※平日のみ運行[25]

#### 清原工業団地南循環
- [55] 清原地区市民センター前 → 東洋紡前 → 日本たばこ産業前 → エム・イー・エム・シー前 → 大徳食品前 → ロックペイント前 → 清原球場南 → 清原地区市民センター前 ※平日のみ運行[26]

### その他（臨時シャトルバスなど）
- [予約制直通シャトルバス] 芳賀町工業団地管理センター前 - モビリティリゾートもてぎ（関東自動車と共同運行）
  - モビリティリゾートもてぎでのMotoGPなどのビッグレースや大規模イベントの開催に合わせて芳賀・宇都宮LRTと乗継が便利な芳賀町工業団地管理センター前と同施設内を直接結ぶ予約制直通シャトルバスを臨時運行することがある。同便は各便40席の座席指定制（高速バスネットでの販売）。なお、当日空席がある場合は車内運賃支払いで乗車が可能。

- [ミツマタ特急] JR宇都宮駅西口3番のりば・七井駅前 - いい里さかがわ館（茂木町）
  - 茂木町にある焼森山ミツマタ群生地でのミツマタ開花時期に運行される臨時バス。いい里さかがわ館～焼森山ミツマタ群生地間でマイクロバスで運行される有料シャトルバスが接続する。

### 貸切バス
2022年3月末現在、下記の2両が配置されている。
- 日野・セレガの一般カラー車
- 三菱ふそう・エアロエースの一般カラー車

## 過去の路線

### 路線バス

#### 常野線
- 烏山駅 - 茂木駅
- 藤沢 - 大内 - 常陸大子駅

常野本線の茨城県内部分で、久慈郡大子町の水郡線常陸大子駅まで足を延ばしていた。1994年（平成6年）に廃止となり、茨城県内の区間は茨交県北バス（現・茨城交通大子営業所）が代替運行している。
- 烏山駅 - 馬頭 - 藤沢

烏山と常陸大子を結んでいた常野本線の栃木県内部分。那須郡那珂川町（旧・馬頭町）の地域輸送を長年担ってきたが、2011年（平成23年）3月31日限りで廃止され、同年4月5日より那珂川町と那須烏山市の共同運営による那珂川町コミュニティバス馬頭烏山線に移行した。
- 大内 - 五輪場

#### 馬頭線
- 烏山駅 - 那須富山 - 馬頭

2005年（平成23年）3月31日限りで廃止。

#### 来目木線
- 馬頭 - 来目木

#### 矢板南線
- 烏山仲町 - 矢板駅

#### 小貝線
- 烏山駅 - 市塙駅

#### 水都西線
- 茂木駅 - 長倉宿 - 赤沢

茨城県東茨城郡御前山村（現・常陸大宮市）と栃木県茂木町を結ぶ路線だったが、長倉宿と赤沢の間は1980年（昭和55年）12月25日限り、茂木駅と長倉宿の間は1993年（平成5年）5月31日限りでそれぞれ廃止。別項で詳述する。
- 下野原 - 芳賀水橋 - 鐺山東

2013年（平成25年）3月31日限りで廃止。
- 刈沼 - 北の原 - 清原中央公園

2013年（平成25年）3月31日限りで廃止。
- 作新学院前 - JRバス宇都宮支店

＜2023年8月26日までの運行経路＞
- 作新学院前 - 東武駅前 - JR宇都宮駅 - 宇大前 - 鐺山 - 道場宿 - 芳賀バスターミナル - 芳賀温泉ロマンの湯 - 祖母井 - 市塙駅入口 - 茂木駅 ← （モビリティリゾートもてぎ）  ※モビリティリゾートもてぎ発は土休日のみ運行
- 作新学院前 - 東武駅前 - JR宇都宮駅 - 宇大前 - 鐺山 - 道場宿 - 芳賀バスターミナル - 芳賀温泉ロマンの湯 - 祖母井 - 市貝小学校前 - 市塙駅入口 - 茂木駅
- 作新学院前 - 東武駅前 - JR宇都宮駅 - 宇大前 - （ベルモール - ）鐺山 - （清陵高校 - 清原球場 - ）清原中央公園 - 清原台団地 - （とちぎ産業創造プラザ - ）芳賀バスターミナル - 芳賀温泉ロマンの湯 - 祖母井 - 芳賀町役場  ※ベルモール、清陵高校、清原球場、とちぎ産業創造プラザは一部便のみ経由
- 芳賀町役場→祖母井→芳賀温泉ロマンの湯→芳賀バスターミナル - 梨の木原→清原台団地→刈沼→陽東四丁目→宇都宮駅東口  ※平日のみ運行
- 芳賀町役場→祖母井→芳賀温泉ロマンの湯→芳賀バスターミナル→清原台団地→清原中央公園→鐺山→宇大前→宇都宮駅東口 ※平日のみ運行
- 芳賀バスターミナル→刈沼→陽東四丁目→宇都宮駅東口→JR宇都宮駅 - 東武駅前→作新学院前 ※平日のみ運行
- 作新学院前 - 東武駅前 - JR宇都宮駅 - 宇大前 - ベルモール - 刈沼 - 芳賀バスターミナル - 芳賀温泉ロマンの湯 - 祖母井 - サシバの里いちかい - 道の駅もてぎ - 茂木駅 → モビリティリゾートもてぎ  ※土休日のみ運行

#### 芳賀工業団地循環線
- [44] 北循環 芳賀町工業団地管理センター前 → 栃木へリポート → けやき台公園 → 芳賀町工業団地管理センター前 [10]

2023年（令和5年）8月28日運行開始。2024年（令和6年）10月31日限りで廃止。
- [45] 南循環 芳賀町工業団地管理センター前 → 芳賀台南 → 三日市台 → 芳賀町工業団地管理センター前 [10]

2023年（令和5年）8月28日運行開始。2024年（令和6年）10月31日限りで廃止。

#### 山ノ内線
- 茂木駅 - 甲

茂木町営バス山内線を経て、デマンドタクシーに移行。

#### 桑島線
- 石井局前 - 下桑島

#### 板戸線
- 道場宿 - 板戸

#### 道地線
- 祖母井 - 給部

#### 八ツ木線
- 刈沼 - 給部 - 向田

#### 水都東線
- 赤沢 - 水戸駅

宇都宮と水戸を結んでいた茂木線本線系統の旧御前山村から水戸寄りの区間である。1980年（昭和55年）12月25日限りで廃止され、茨城交通に移管。その後、水都東線の路線名は水戸自動車営業所の水戸西線に引き継がれたが、最後まで残った水戸駅と赤塚駅の間も2020年（令和2年）3月31日限りで関東鉄道に移譲され、JRバスは水戸地区の一般路線からすべて撤退した。

#### 茂木線について
概要
水都西線・水都東線は、かつて茂木線（もてぎせん）と呼ばれ、帝国政府鉄道省（省営自動車）が1937年（昭和12年）3月31日、栃木県宇都宮市を基点とし、同県芳賀郡に亘る東部を網羅する（一部茨城県中西部にも営業路線を有していた）路線として、宇都宮 - 祖母井 - 茂木間などで営業開始した。その後、宇都宮側の水都西線と水戸側の水都東線に分割され、一部便は茨城交通の運行となった。
茂木線と呼ばれた当時は、国鉄真岡線茂木駅を中心に栃木県東部地域（現在の芳賀町、市貝町、茂木町など）や茨城県西部地域（現在の常陸大宮市、常陸太田市、城里町など）を結んでおり、その全区間を運行する宇都宮 - 水戸便のほか、宇都宮一ノ沢や一条町を起点とし栃木県東部地域を網羅する区間便（宇都宮 - 御前山、宇都宮 - 茂木駅、宇都宮 - 祖母井、宇都宮 - 下桑島、宇都宮 - 板戸、宇都宮 - 木内、宇都宮 - 道場宿、宇都宮 - 道地など）や、東茨城郡御前山村（現・常陸大宮市）から旧大宮町の国鉄水郡線常陸大宮駅を経て常陸太田市の常陸太田駅に至る便、茂木町 - 御前山村間の区間便（茂木駅 - 山内）など、多数の系統が設定されていた。

なお、最も距離の長い宇都宮 - 水戸便は、宇都宮一条町駅（自動車駅）を起点とし、宇都宮駅、芳賀町氷室、祖母井、茂木町市街地、御前山村、桂村御前山駅、常北町石塚を経て水戸駅を終点としており、茨城交通は水戸駅から更に大野経由の那珂湊駅発着で運行していた。戦後昭和30年代初頭には1日3往復運行されていたが、全区間を通し運転する便は1979年（昭和54年）に廃止された（廃止時、直通便は1日1往復にまで減便されていた）。

現在、宇都宮 - 水戸間を一般道経由で運行する路線バスは運行されていないが、2009年9月以降、関東自動車、茨城交通・関東鉄道の共同運行による高速バス（北関東ライナー）が、北関東自動車道等を経て運行を開始している（関東鉄道は2011年3月に運行から撤退。JRバス関東は2015年12月現在では参入していない）。ツインリンクもてぎと水戸の間には、茨城交通の45系統が土曜・休日に限り運行されている。
運行経路
宇都宮一条町駅 - 大通り（当時の国道4号） - 宇都宮駅 - 国道123号 -（峰町 - 石井町 - 鐺山 - 氷室）- 栃木県道69号道場宿芳賀茂木線 -（祖母井 - 市塙）- 国道123号 -（茂木駅 - 那珂川橋 - 長倉宿 - 那珂川大橋 - 御前山駅（赤沢） - 上阿野沢 - 下阿野沢 - 阿波山十文字 - 上圷 - 石塚上町 - 那珂西駅口 - 岩根 - 飯富駅口 - 茨城大学前）- 水戸駅
運賃
茂木線の主な区間の運賃の経緯を以下に示す。参考として、その当時の宇都宮 - 水戸間鉄道（当時は国鉄東北本線、水戸線、常磐線、営業キロ：95.6 km）運賃を併記する。
- 1956年（昭和31年）当時
  - 宇都宮 - 水戸間 ： 230円
    - 宇都宮 - 茂木間 ： 100円
    - 宇都宮 - 祖母井間 ： 60円
    - 水戸 - 御前山間 ： 80円
    - 水戸 - 茂木間 ： 125円
      - 参考：この時の宇都宮駅 - 水戸駅間鉄道運賃は、3等200円、2等480円
- 1961年（昭和36年）当時
  - 宇都宮 - 水戸間 ： 270円
    - 宇都宮 - 茂木間 ： 110円
    - 宇都宮 - 祖母井間 ： 70円
    - 水戸 - 御前山間 ： 105円
    - 水戸 - 茂木間 ： 160円
      - 参考：この時の宇都宮駅 - 水戸駅間鉄道運賃は、2等270円、1等540円
- 1967年（昭和42年）当時
  - 宇都宮 - 水戸間 ： 370円
    - 宇都宮 - 茂木間 ： 170円
    - 水戸 - 長倉宿間 ： 170円
    - 水戸 - 茂木間 ： 220円
      - 参考：この時の宇都宮駅 - 水戸駅間鉄道運賃は、2等360円、1等660円
- 1976年（昭和51年）当時
  - 宇都宮 - 水戸間 ： 1,000円
    - 宇都宮 - 茂木間 ： 600円
    - 水戸 - 長倉宿間 ： 460円
    - 水戸 - 茂木間 ： 600円
      - 参考：この時の宇都宮駅 - 水戸駅間鉄道運賃は490円
- 1978年（昭和53年）当時
  - 宇都宮 - 水戸間 ： 1,250円
    - 宇都宮 - 茂木間 ： 750円
    - 水戸 - 長倉宿間 ： 600円
    - 水戸 - 茂木間 ： 750円
      - 参考：この時の宇都宮駅 - 水戸駅間鉄道運賃は890円

### 高速バス
- 山あげ号（新宿駅・東京駅 - 常陸大宮・烏山駅）※烏山で担当
- マロニエ新宿号（新宿駅・王子駅 - 佐野新都市バスターミナル - 鹿沼バスターミナル・JR宇都宮駅・JRバス宇都宮支店）
- マロニエ東京号（東京駅・王子駅 - 佐野新都市バスターミナル）
- 足利わたらせ号（東京駅 - 佐野プレミアム・アウトレット・足利駅）
- 東京 - 吉川・松伏線（東京駅 - 市民交流センターおあしす前・松伏バスターミナル）
- 新宿 - TDR線
- 常総ルート（東京駅 - 南守谷駅・水海道駅・岩井）※烏山で担当
- つくば号（東京駅 - つくばセンター）※烏山で担当
- かしま号（東京駅 - 鹿島セントラルホテル・鹿島神宮駅）※烏山で担当

## 車両

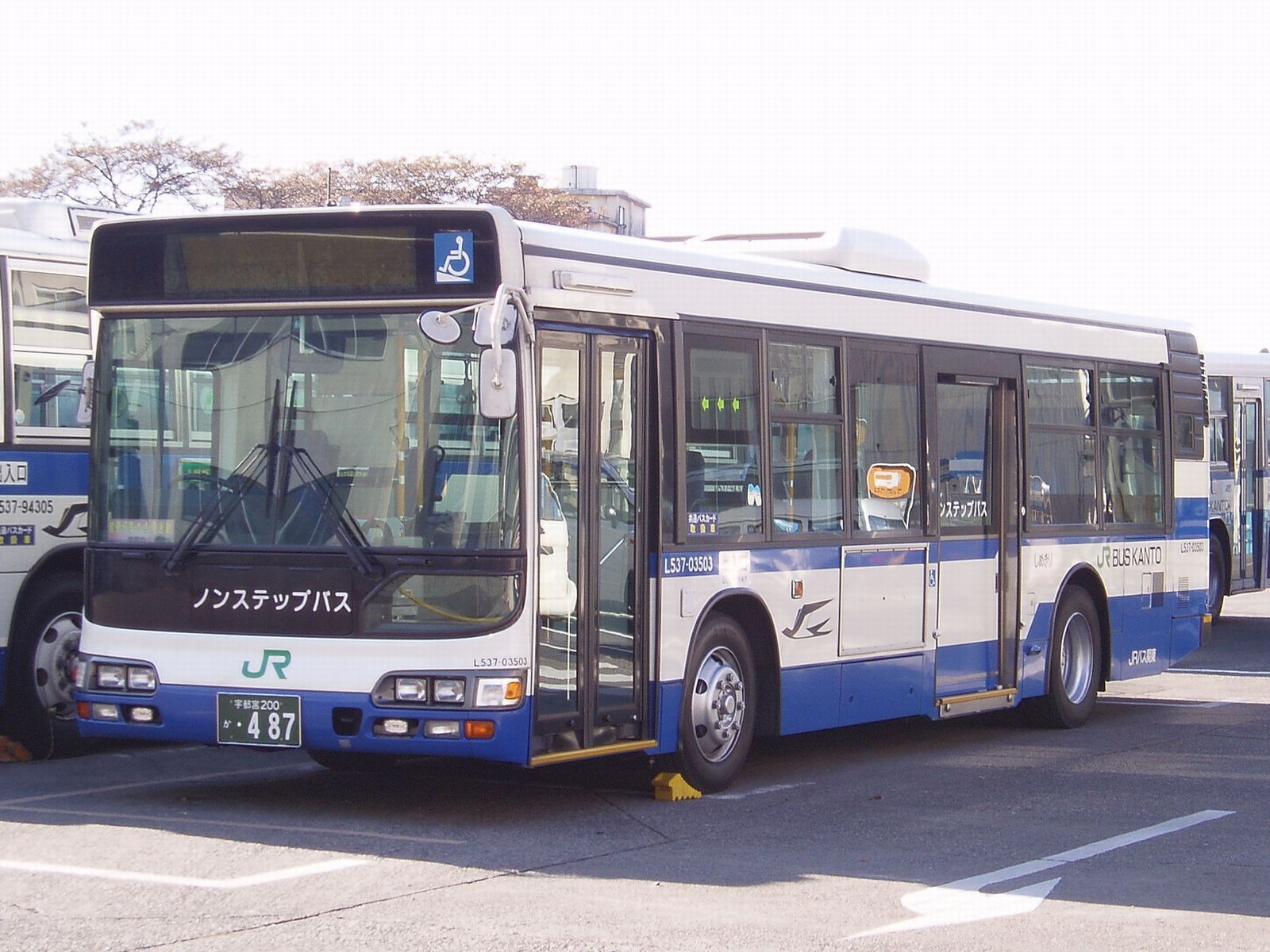
宇都宮支店の大型ノンステップバス（日野・ブルーリボンシティ） L537-03503

路線車はいすゞ・日野・UDトラックス（旧:日産ディーゼル）の3メーカー車11両を使用している。都市型路線を擁する当支店の車両は、都市型の路線車がメインで、かつては土浦支店など他支店からの移籍車や中古車も導入していた。一時期JRバス関東では初の大型ノンステップバスの新車が継続導入されていたが、その後は再び中古車が導入されている。
2011年には東急バスから三菱ふそう・エアロスターノンステップバスが移籍。これにより宇都宮支店には国内4メーカーのノンステップバスが揃うこととなった。2016年5月以降路線車は全車ノンステップバスとなった。2017年3月には久々に新車（いすゞ・エルガノンステップバス）が3台投入され、同数の在来ノンステップバスが土浦支店へ移籍した。
なお、当支店の路線車は、支店制度導入後から1992年（平成4年）までは引き続き旧国鉄時代の標準塗装で導入されていた（JRバス関東全体でも最後の国鉄バス色であった）他、現在は栃木県バス協会の指導により競合他社に合わせ、方向幕の位置も他の地区と異なる仕様になっており、部内やバスファンからは「宇都宮仕様」と呼ばれていた。これも支店レベルでの決定事項の一例である。
黄色と緑の車体に動輪やつばめマークを付けて国鉄の表記がされた国鉄バスを復刻させた国鉄復刻デザインバス「黄色いつばめ」（L538-02503）が、土浦支店や館山支店などを経て、2015年5月に宇都宮支店に配置され、5月14日より水都西線で運行を開始した。宇都宮支店配属後も塩原渓谷の紅葉シーズンに合わせて西那須野支店に貸し出されて塩原本線で運行したこともあった。
以前配置されていた高速車は、三菱・日野が主体であり、マロニエ新宿号の運行開始当初は他支店からの移籍車や貸切車からの転用車が多かった。2009年11月1日の佐野支店開設に伴い、宇都宮支店が担当していた高速バス路線は佐野支店に移管され、車両も転属した。
貸切車両は、他支店の高速車を転用した車両が配置されている。高速転用車は車内トイレが残置されているが、基本的に使用禁止である。
- 過去の車両

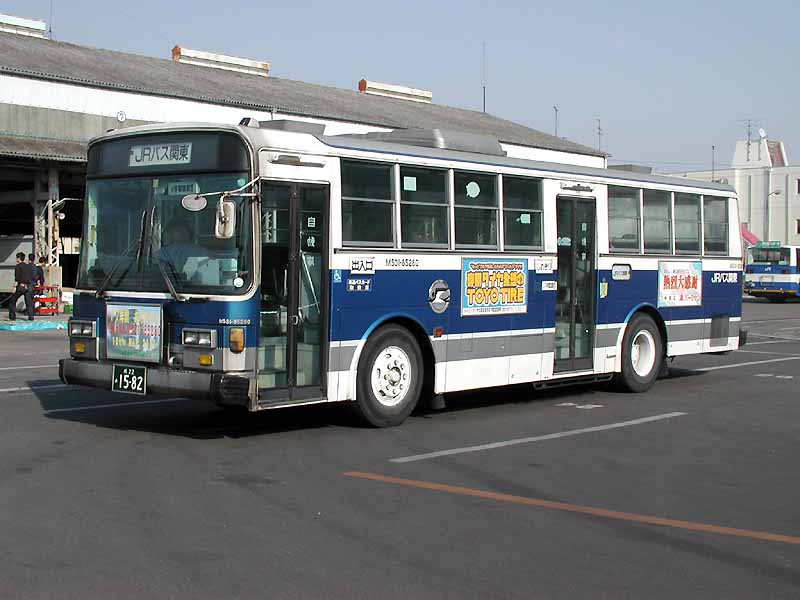
国鉄時代に導入された車両（いすゞLV314+富士重工5E） M531-85280 廃車
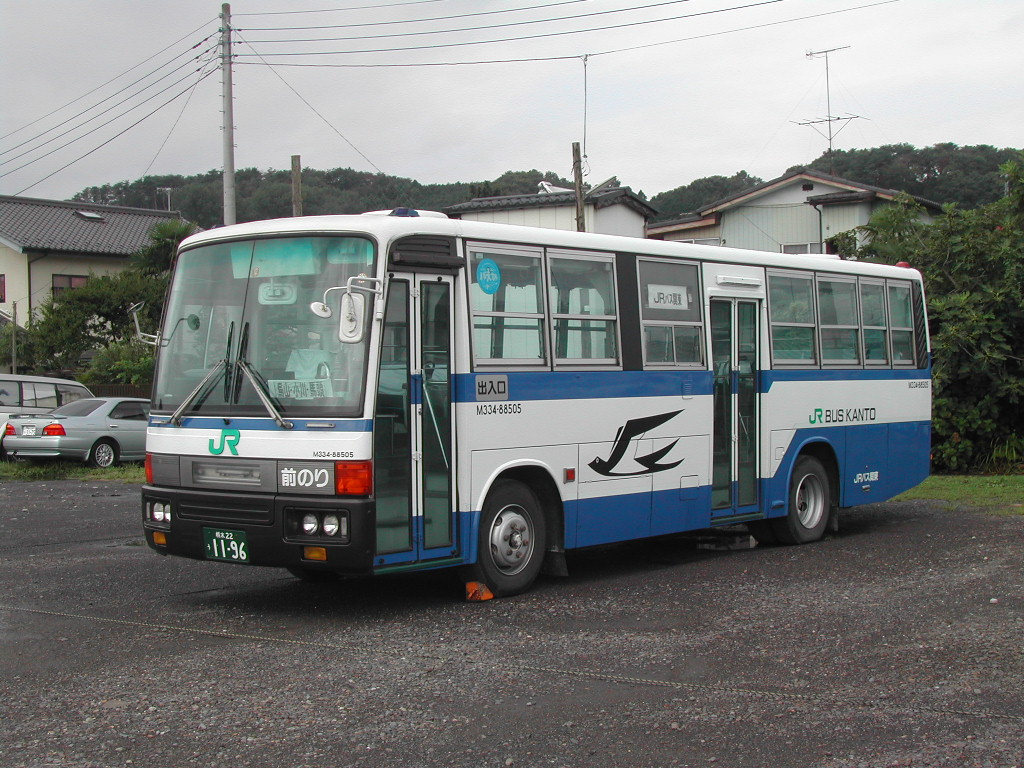
民営化当初に導入された車両（三菱ふそう・エアロミディMK） M334-88505 廃車
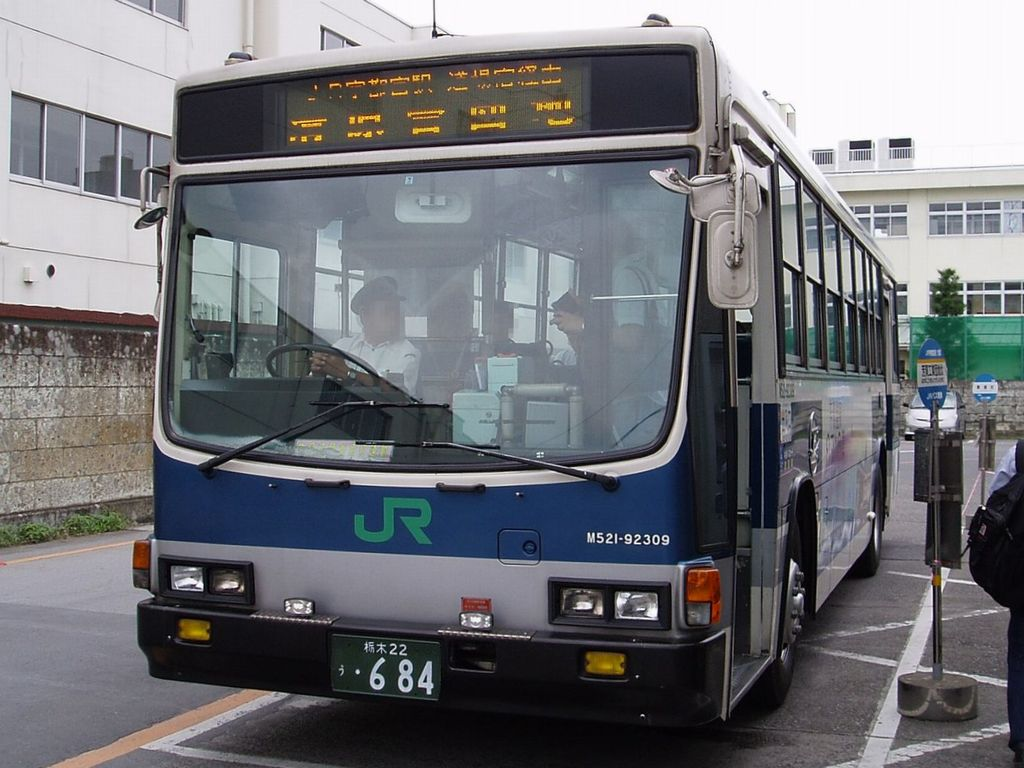
最後まで国鉄バス色で残っていた車両（いすゞ・キュービック） M521-92309 廃車
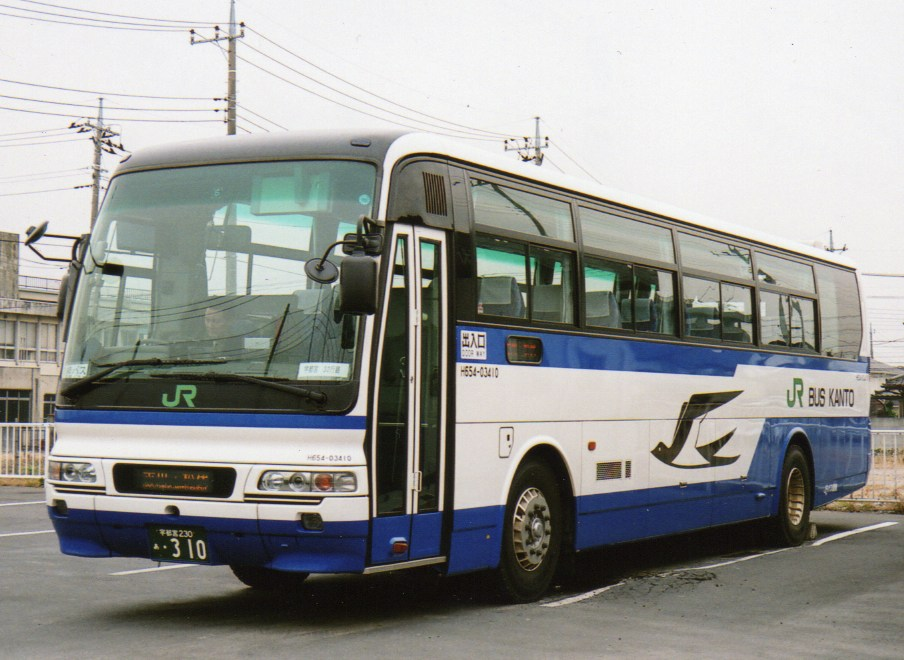
以前に宇都宮支店に配置されていた高速バス（三菱ふそう・エアロバス） H654-03410　佐野支店に転属　※同型車が貸切車として転入
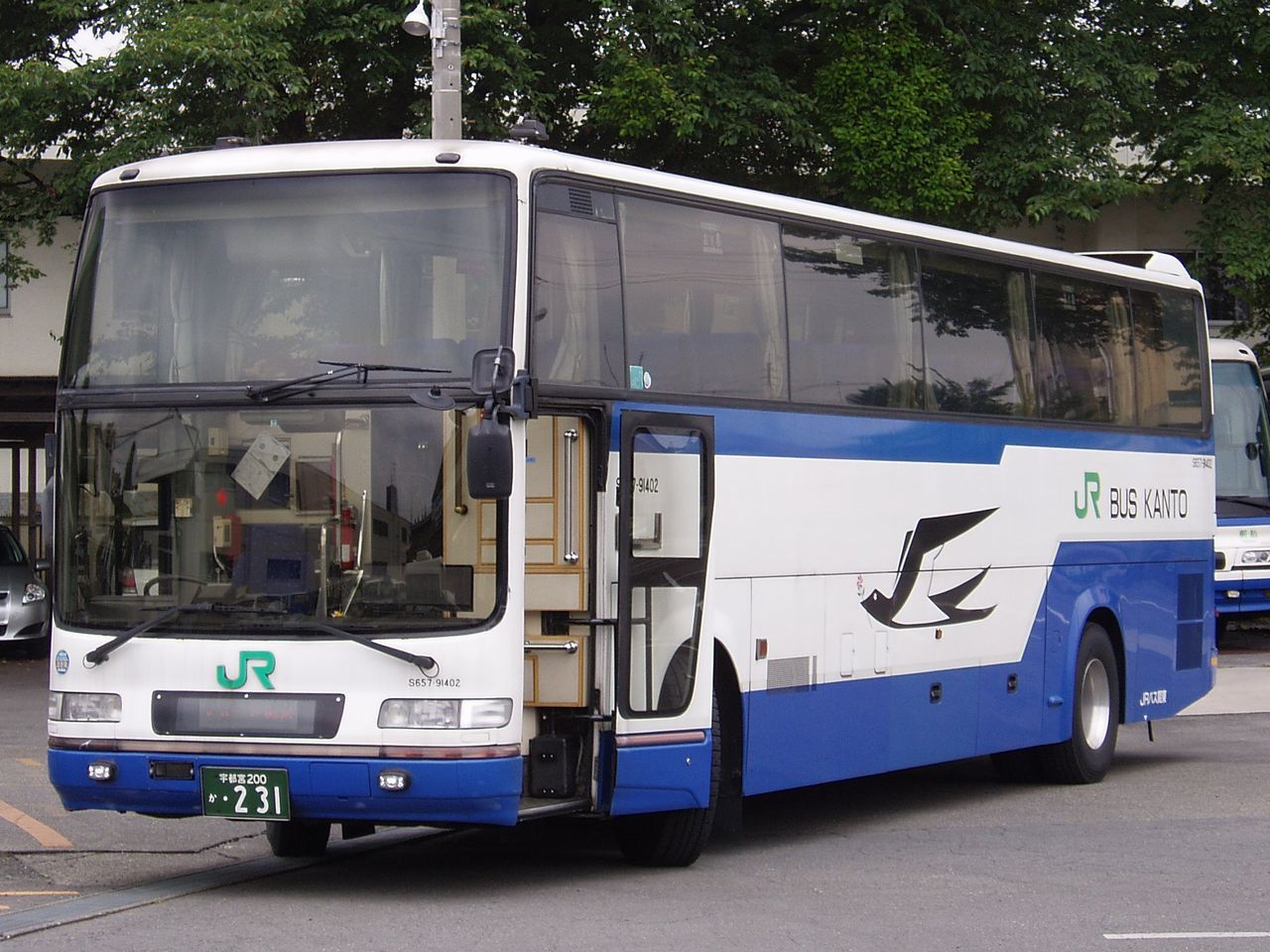
貸切車から転用された高速車（日野・セレガGJ） S657-91402 廃車
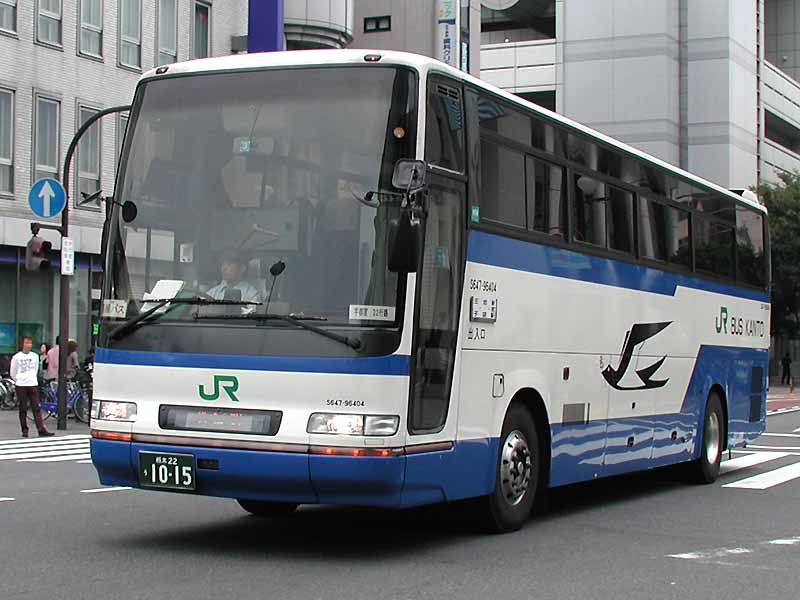
貸切車から転用された高速車（日野・セレガGD） S647-96404 廃車
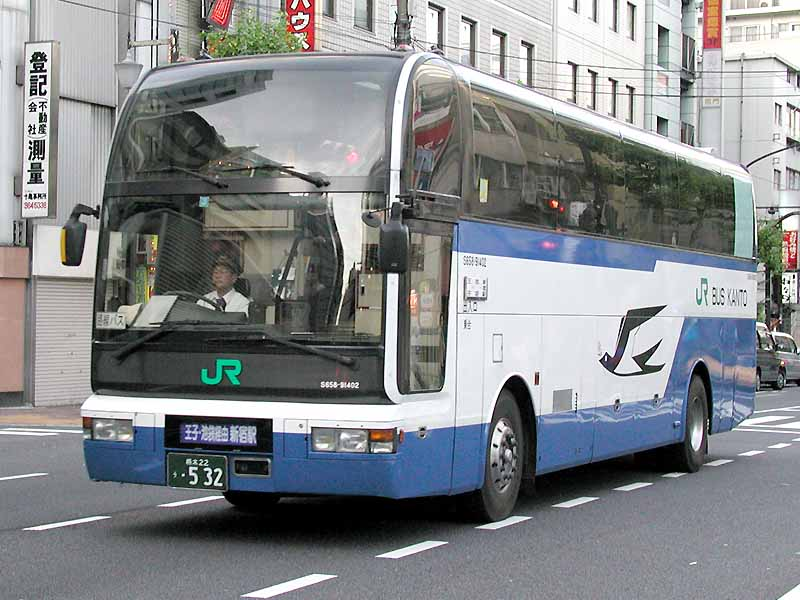
貸切車から転用された高速車（日産ディーゼル・スペースウィング） S658-91402 廃車
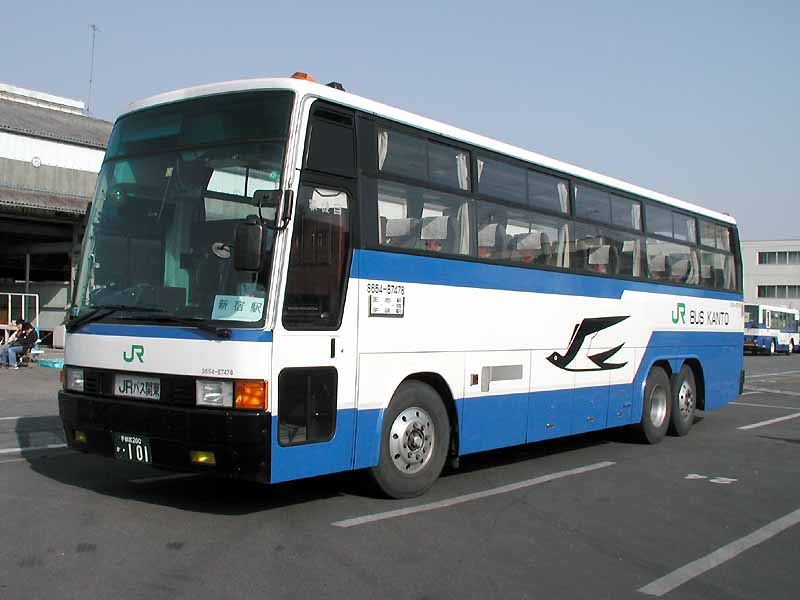
貸切車から転用された高速車（三菱ふそう・エアロクィーンW） S654-87478 廃車
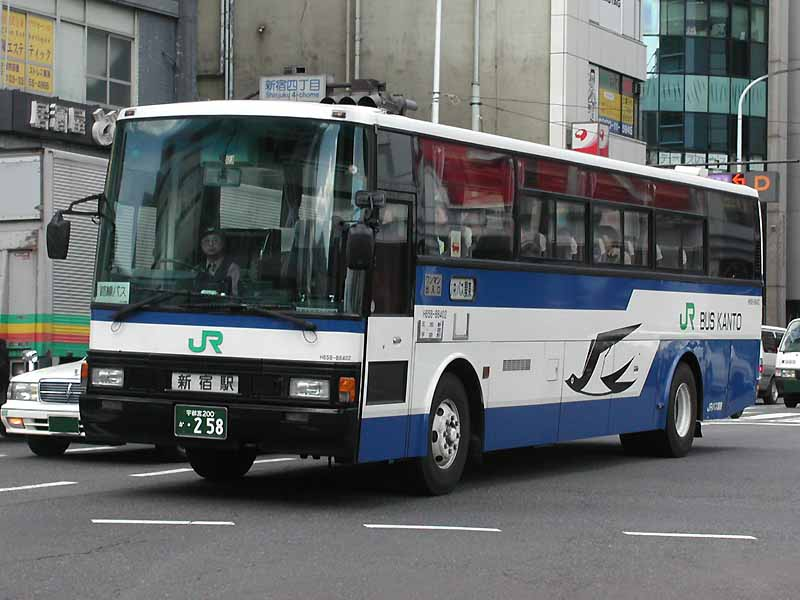
八日市場支店からの転入車（日産ディーゼルRA+富士重工HD-1）H658-88402 廃車

## 関連事業
- 宇都宮市今泉で月極駐車場（215台分）を営業している。

## 特記事項
- 2003年（平成15年）8月18日、「東海道昼特急大阪号」に乗務していた当支店の乗務員が、飲酒しながら運転を行っていたことで、道交法違反（酒気帯び運転→逮捕後、酒酔い運転に切替）の現行犯で逮捕されるという不祥事があった。この不祥事をきっかけに、他の支店の乗務員が東京からの高速バスを運行するという体制が管理上問題視されたため、同社の高速バス乗務員は「高速バス運行本部兼務」（東京支店内に設置されている部署）という扱いになった。
- 2019年11月までに、宇都宮支店が管理していた茂木駅のバス待機場と北隣の土地を茂木町に売却した。茂木町は駅利用者やイベント開催時の駐車場として活用する他、JR路線バス待機転回に必要なスペースは無償貸与する[28]。
- 2021年（令和3年）8月29日午後2時20分ごろ、宇都宮市の鬼怒大島停留所付近の交差点を芳賀方面に運行していた水都西線のバスが、乗用車と出合い頭で追突し道路沿いの用水路に転落する事故が発生した。この事故でバスの乗客3人のうち1人が病院に搬送され、乗用車の運転手もけがを負った[29]。
- 国土交通省栃木運輸支局、栃木県バス協会、県央地域公共交通利活用促進協議会とともに小学生を対象とした「バスの乗り方教室」を芳賀町と茂木町で開催している。
- 「totra」の宇都宮ライトレールとジェイアールバス関東との連絡定期券は、宇都宮支店・西那須野支店でそれぞれ発売する。
- 支店に隣接した旧芳賀バスターミナルは宇都宮ライトレール宇都宮芳賀ライトレール線「芳賀町工業団地管理センター前停留場」の開業に伴い、芳賀工業団地トランジットセンターのパークアンドライド駐車場および駐輪場となった。